# Real (moeda portuguesa)

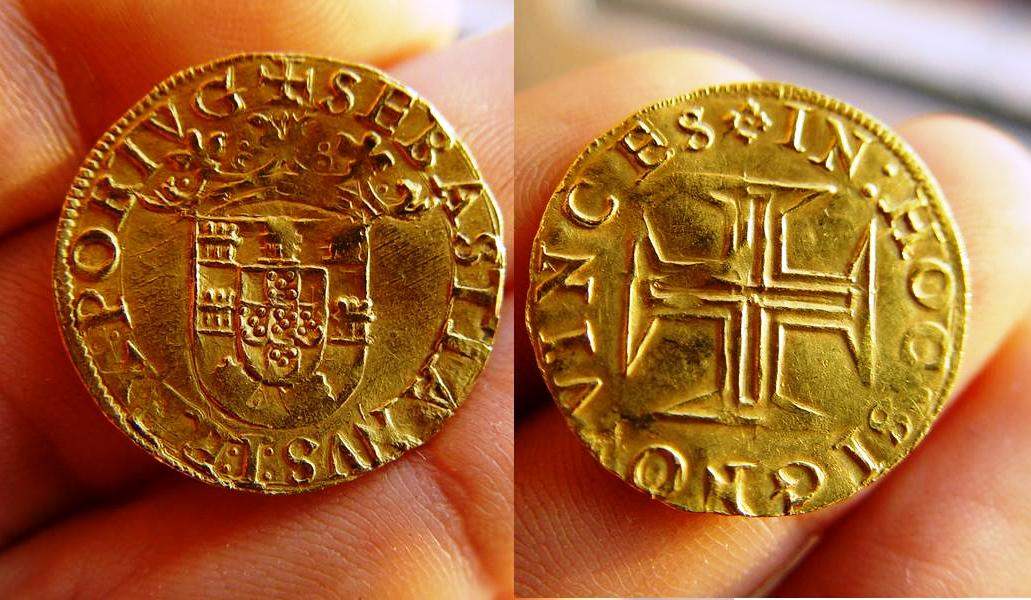
500 reais de ouro de D. Sebastião (1557-1578)

O real (no plural: reais ou réis) foi a unidade de moeda de Portugal desde cerca de 1430 até 1911. Substituiu o dinheiro à taxa de 1 real = 840 dinheiros e foi substituído pelo escudo (como resultado da implantação da República em 1910) a uma taxa de 1$000 réis (mil réis) = 1$00 escudo.
Esta moeda foi utilizada em todas as colónias portuguesas entre os séculos XVI e XIX.

## História
O uso da palavra real como unidade monetária deriva do sentido de realeza, sendo pela primeira vez registada por escrito, no sentido monetário, em 1339, durante o reinado de D. Afonso IV de Portugal (1325-1357).

### Antes do real
As primeiras moedas cunhadas pelo reino de Portugal eram chamadas de dinheiro.
No tempo de D. Afonso Henriques (1143-1185), primeiro rei de Portugal, continuavam também a circular moedas romanas (denários e áureos), assim como moedas leonesas e muçulmanas, estas últimas principalmente de prata e ouro, os dirrãs e os dinares. Em resposta às moedas de ouro muçulmanas, a monarquia portuguesa cunhou os morabitinos de ouro.

### O real
Somente no tempo de D. Afonso IV o dinheiro passou a ser conhecido por alfonsim ou real. Alfonsim porque era cunhada pelo rei Afonso, e real porque era a moeda do rei, da realeza portuguesa. Como foi um rei forte ao seu tempo, reinando por mais de 32 anos, o nome se perpetuou. Antes de D. Afonso IV as moedas cunhadas pelos reis portugueses eram chamadas de 'dinheiro', porque é o aportuguesamento da palavra denário, moeda romana que ainda circulava na Europa.
Esse dinheiro português era cunhado em uma liga de cobre e prata chamada bilhão. Também cunhava-se uma mealha, na mesma liga, que valia exatamente metade de um dinheiro. A partir de D. Afonso II (1211-1223) não se cunhava mais a mealha, mas manteve-se na prática. Como a mealha valia metade de um dinheiro, quando se precisava de troco, cortavam este em duas metades. Essas moedas de bolhão tinham numa das faces a cruz da Ordem de Cristo. Apesar do real alfonsim, ainda levaria muito tempo para a uniformização do sistema monetário português.
O primeiro real foi introduzido por D. Fernando I cerca de 1380. Era uma moeda de prata e tinha um valor de 120 dinheiros. No reinado de D. João I (1385-1433), foram emitidos o real branco, de 3 ½ libras, e o real preto, de 7 soldos (um décimo de um real branco). No início do reinado de D. Duarte, em 1433, o real branco (equivalente a 840 dinheiros) tornara-se a unidade base em Portugal. Desde o reinado de D. Manuel I (1495-1521), o nome foi simplificado para "real", coincidindo com o início da cunhagem de moedas de real em cobre. Começou a ser usada a forma "réis" em vez de "reais" no reinado de D. João IV de Portugal (1640-1656), após o período da monarquia espanhola em Portugal, de 1580 a 1640.

### A adoção do sistema decimal
Em 1837 foi adotado o sistema decimal para as denominações de moedas, com as primeiras notas emitidas pelo Banco de Portugal em 1847. Em 1854, Portugal passou a um padrão-ouro de 1.000 réis = 1,62585 gramas de ouro fino. Este padrão manteve-se até 1891. As grandes somas eram geralmente expressas em 1 000 réis ou "mil-réis", um termo frequentemente utilizado na literatura portuguesa no século XIX. Em números, mil-réis escrevia-se 1$000 (por exemplo 60.000 réis: 60$000 ou 60 mil-réis). Um milhão de réis, grafado como 1.000$000, era conhecido como um "conto de réis".

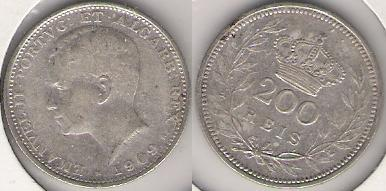
200 réis, D. Manuel II, 1909

### O real nas colónias portuguesas
Moedas e notas denominadas reais foram emitidas também em diferentes partes do Império Português. Veja-se: real Angolano, real insulano dos Açores e da Madeira, real de Cabo Verde, real de Moçambique, real da Guiné Portuguesa e real de São Tomé e Príncipe. O Brasil adotou o real como moeda após a independência em 1822 e a manteve, na forma plural "réis", até 1942. Em 1994, a denominação da sua moeda voltou a ser real, mas agora sem o uso da forma "réis".

### A introdução do escudo
Em 1911 o escudo substituiu o real. No entanto, o termo "conto" sobreviveu à introdução do escudo, como sinónimo de 1.000$00 escudos, uma vez que a conversão foi feita com base na equivalência $01 centavo = $010 réis.